# Fontaine de la nymphe Amalthée
La fontaine de la nymphe Amalthée est une fontaine du début XXe siècle située boulevard Carnot au Puy-en-Velay.
La statue s'inspire de l’œuvre Amalthée et la chèvre de Jupiter réalisé en 1786 par le sculpteur Pierre Julien pour la laiterie de la Reine au château de Rambouillet.

## Histoire

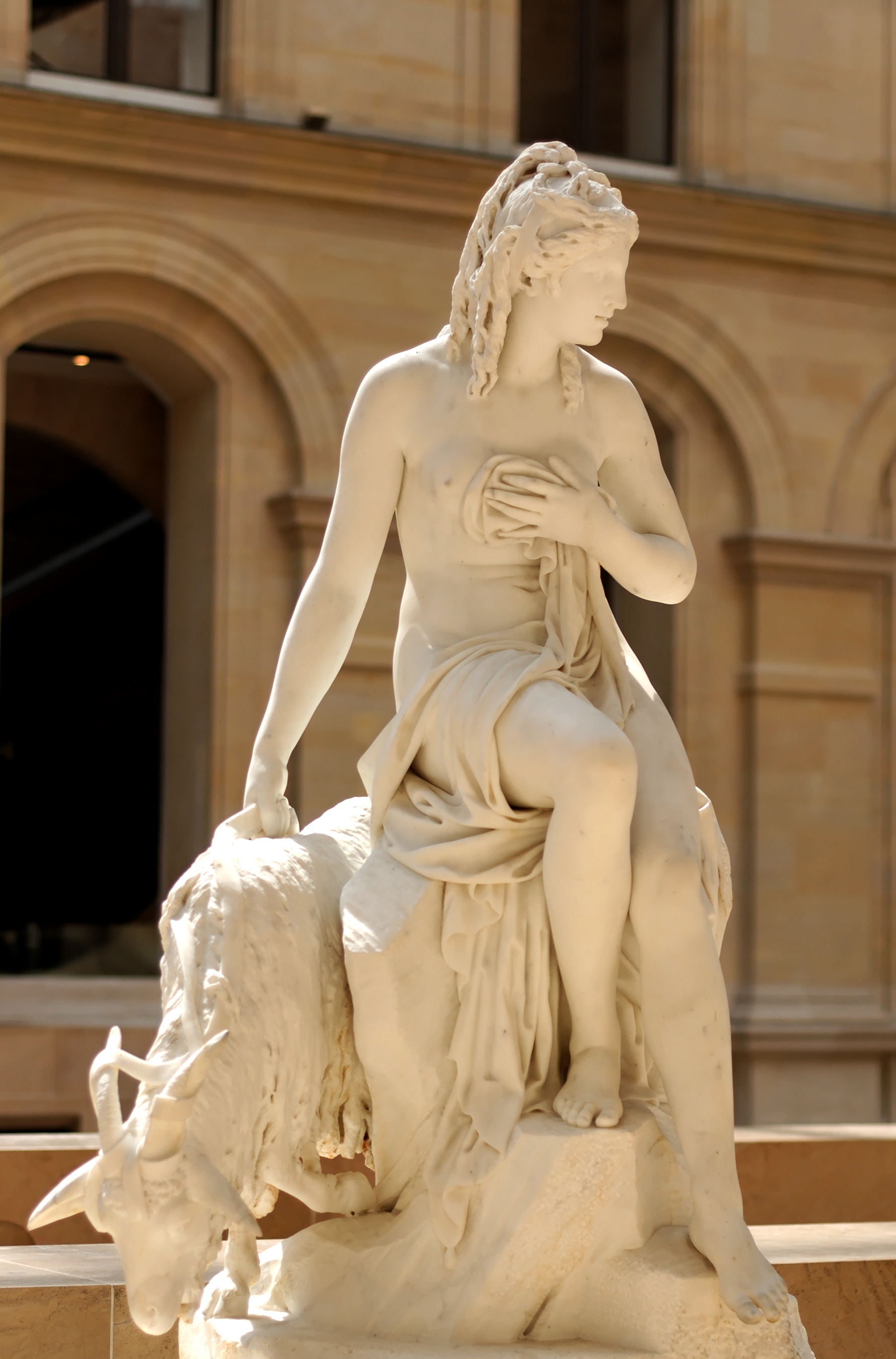
Amalthée et la chèvre de Jupiter, Pierre Julien, Musée du Louvre

Avant sa mort en 1906, le docteur Paul Vibert, un médecin du Puy, avait demandé à sa famille de faire ériger une fontaine monumentale surmontée de la sculpture de la nymphe Amalthée et la chèvre de Jupiter en remplacement de la borne-fontaine qui se trouvait en face de son immeuble.
Avec l'accord de la municipalité, les héritiers firent élever dès 1906 la fontaine, dont les plans furent dessinés par l'architecte Verdier. La reproduction du groupe sculpté fut confiée à la fonderie parisienne Barbedienne alors que les bas-reliefs en bronze qui ornent les faces du piédestal sont dus au sculpteur Marius Barthélémy, qui a réalisé en 1912 un monument en l'hommage de Charles Crozatier.
La fontaine est inscrite comme Monument historique depuis décembre 2019.

## Description
Le groupe sculpté en bronze est la reproduction à l'identique de l’œuvre originale qui représente Amalthée comme une jeune fille nue assise sur un rocher tenant de la main par un licol une grande chèvre au cou baissé pour s'abreuver à la source.
Le piédestal en pierre blanche est orné de trois bas-reliefs en bronze identiques représentant un dauphin crachant l'eau, alors que sur la quatrième face une plaque commémorative est apposée au dessus avec les mention "Offert à la ville du Puy par le docteur Paul Vibert (1865-1906) et la famille Vibert"
Au pied, trois vasques sont accolées et un petit banc sur une quatrième face.